# Дегтярёв, Павел Андрианович
Павел Андриянович Дегтярёв (укр. Павло Андріянович Дегтярьов; 16 марта 1914, Николаевка, Харьковская губерния — 22 апреля 1990, Симферополь) — украинский советский литературный критик, литературовед, переводчик.

## Биография
Родился в бедной крестьянской семье, что повлекло раннюю трудовую жизнь — с 15 лет. Работал рабочим на Харьковском тракторном заводе.
В 1939 году окончил филологический факультет Киевского государственного университета им. Т. Г. Шевченко.
В 1941 года с первых дней войны П. А. Дегтярёв — на военной службе. Воевал на Южном, Северо-Кавказском, 4-м Украинском фронтах. Награждён орденом Красной звезды, медалями.
В 1946 году, после демобилизации из армии, переезжает в Симферополь.
Работал главным редактором Крымского радиокомитета, начальником областного отдела по делам искусств, главным редактором Крымиздата.
С 1954 года — постоянный корреспондент республиканской газеты «Литературная Украина» по Крымской области.

## Творческое наследие
П. Дегтярев — автор сотен статей, критических обзоров, литературных эссе, портретов.
Одна из наиболее значительных трудов — книга «У литературной карты Крыма» (в соавторстве с Г. Вулем, 1965), в которую вошли 46 литературно-критических очерков об украинских и российских писателях, творчество которых связано с Крымом.
П. Дегтярев упорядочил двухтомник «Слово о солнечной земле» (Крым в украинской и русской литературе), «Сто стихотворений о Крыме» (сто стихов ста поэтов), «Город двадцати пяти веков» (к празднованию двух с половиной тысяч лет Феодосии).
В сборнике «Годы борьбы и побед» помещена статья П. Дегтярева «На зов времени», где впервые сделана попытка исследовать литературный процесс в Крыму в послевоенное время.
П. Дегтярев — первый поднял крымское литературное краеведение на современный уровень. Он исследовал жизнь и творчество забытого поэта Кесаря Александровича Белиловского, который некоторое время жил в Крыму и похоронен в Симферополе. Вследствие кропотливого труда П. Дегтярева вышел сборник стихов К. Билиловского «В чарах любви» (К., 1981).
П. Дегтярев имеет большой переводческий послужной список. Он переводил украинских писателей на русский язык, а русских — на украинский. На счету Дегтярева-переводчика более десяти книг большой прозы. В частности, классические повести И. Нечуя-Левицкого «Микола Джеря», «Кайдашева семья», произведения «солнцепоклонника» М. Коцюбинского, Степана Васильченко, роман Василия Кучера «Черноморцы» о днях героической обороны Одессы и Севастополя, и известный роман Андрея Головко «Сорняк». Из русской литературы П. Дегтярев перевел на украинский язык повесть П. Бляхина «Красные бесята», Ю. Томина «Повесть об Атлантиде» пьесы А. Милявского «Тень над переулком», «История болезни».